# Eleccions legislatives estonianes de 1923
Les eleccions legislatives estonianes de 1923 se celebraren el 5 i el 7 de maig de 1923 per a escollir els 100 membres del Riigikogu. Els més votats foren els grups agraris i Konstantin Päts fou nomenat primer ministre d'Estònia en un govern de coalició.

## Resultats
| Partit                          | Partit                                                   | Vots    | %      | Escons   | +/– |
| ------------------------------- | -------------------------------------------------------- | ------- | ------ | -------- | --- |
|                                 | Assemblees de Pagesos                                    | 99.226  | 21,57  | 23 / 100 | 2   |
|                                 | Partit Socialdemòcrata Estonià dels Treballadors         | 64.297  | 13,98  | 15 / 100 | 3   |
|                                 | Partit Laborista Estonià                                 | 51.674  | 11,23  | 12 / 100 | 10  |
|                                 | Front Únic de Treballadors                               | 43.711  | 9,50   | 10 / 100 | 5   |
|                                 | Partit Popular Estonià                                   | 34.646  | 7,53   | 8 / 100  | 2   |
|                                 | Partit Popular Cristià                                   | 33.700  | 7,32   | 8 / 100  | 1   |
|                                 | Partit Socialista Independent dels Treballadors          | 21.704  | 4,72   | 5 / 100  | 6   |
|                                 | Partit Liberal Nacional                                  | 20.670  | 4,49   | 4 / 100  | Nou |
|                                 | Unió Nacional Russa a Estònia                            | 18.829  | 4,09   | 4 / 100  | 3   |
|                                 | Partit dels Colons                                       | 17.266  | 3,75   | 4 / 100  | Nou |
|                                 | Partit Germano-Bàltic                                    | 15.950  | 3,47   | 3 / 100  | 1   |
|                                 | Partit dels Propietaris                                  | 9.967   | 2,17   | 2 / 100  | Nou |
|                                 | Unió de Llogaters                                        | 6.130   | 1,33   | 1 / 100  | Nou |
|                                 | Unió de Soldats Desmobilitzats                           | 5.670   | 1,23   | 1 / 100  | Nou |
|                                 | Unió del Poble Treballador                               | 3.996   | 0,87   | 0 / 100  | Nou |
|                                 | Lliga Popular Sueca                                      | 3.600   | 0,78   | 0 / 100  | Nou |
|                                 | Petits Agricultors de Saaremaa                           | 2.496   | 0,54   | 0 / 100  | Nou |
|                                 | Grup Econòmic                                            | 2.214   | 0,48   | 0 / 100  | 1   |
|                                 | Grup Seto-Ingrià                                         | 1.514   | 0,33   | 0 / 100  | Nou |
|                                 | Petits agricultors, colons, treballadors rurals i urbans | 832     | 0,18   | 0 / 100  | Nou |
|                                 | Petits agricultors de Seto                               | 639     | 0,14   | 0 / 100  | Nou |
|                                 | Partit Popular del País (Võru, Valga i Petseri)          | 481     | 0,10   | 0 / 100  | Nou |
|                                 | Colons i arrendataris estatals                           | 475     | 0,10   | 0 / 100  | Nou |
|                                 | Partit dels Nacionalistes                                | 175     | 0,04   | 0 / 100  | Nou |
| Total                           | Total                                                    | 460.085 | 100.00 | 100      | =   |
|                                 |                                                          |         |        |          |     |
| Vots vàlids                     | Vots vàlids                                              | 460.085 | 96,40  |          |     |
| Vots invàlids/ en blanc         | Vots invàlids/ en blanc                                  | 17.199  | 3,60   |          |     |
| Vots totals                     | Vots totals                                              | 477.284 | 100,00 |          |     |
| Votants registrats/participació | Votants registrats/participació                          | 702.542 | 67,94  |          |     |
| Font: Nohlen & Stöver           |                                                          |         |        |          |     |